# Arbat (district)
Pour les articles homonymes, voir Arbat.
Le district Arbat (russe : Арбат) est un arrondissement du centre de Moscou, situé à l'ouest du district administratif central.
Celui-ci s'étend de part et d'autre de la nouvelle rue Arbat, entre la rue Mokhovaïa et le pont Novoarbatsky qui traverse la Moskova. Ses limites irrégulières correspondent à peu près à la rue Znamenka et rue Sivtsev Vrajek dans le sud et la rue Povarskaïa, dans le nord. Rues radiales principales sont : la rue Vozdvizhenka, et rue piétonne Arbat.